# PSA World Tour der Damen 2017/18
Die PSA World Tour der Damen 2017/18 umfasst alle Squashturniere der Damen-Saison 2017/18 der PSA World Tour. Sie begann am 1. August 2017 und endete am 31. Juli 2018. Die nach dem Monat sortierte Übersicht zeigt den Ort des Turniers an, dessen Namen, das ausgeschüttete Gesamtpreisgeld, sowie die Siegerin des Turniers. In der abschließenden Tabelle werden sämtliche Turniersiegerinnen nach der Menge ihrer Titel aufgelistet. Dabei ist es nicht relevant, welche Wertigkeit die von der Spielerin gewonnenen Turniere besaßen, auch wenn eine entsprechende Erfassung erfolgt.
In der Saison 2017/18 fanden insgesamt 81 Turniere statt. Das Gesamtpreisgeld betrug 2.584.000 US-Dollar. Die meisten Titel gewann die Weltranglistenführende Nour El Sherbini mit sieben Turniersiegen. Weltmeisterin wurde Raneem El Weleily.

## Tourinformationen

### Anzahl nach Turnierserie
| Turnierserie | WM 1 | WS 2 | PSA 100 3 | PSA 70 | PSA 50 | PSA 35 | PSA 25 | PSA 15 4 | PSA 10 | PSA 5 |
| ------------ | ---- | ---- | --------- | ------ | ------ | ------ | ------ | -------- | ------ | ----- |
| Anzahl       | 1    | 8    | 1         | —      | 5      | —      | 5      | 11       | 11     | 39    |
| Gesamt       | 1    | 8    | 11        | 11     | 11     | 11     | 11     | 61       | 61     | 61    |

## Turnierplan

### August
| Datum         | Ort      | Turnier                                                | Preisgeld | Siegerin         |
| ------------- | -------- | ------------------------------------------------------ | --------- | ---------------- |
| 17.08.–20.08. | Bendigo  | City of Greater Bendigo International 2017             | $ 5.000   | Ho Tze-Lok       |
| 24.08.–27.08. | Dalian   | Dalian Squash Association China Squash Grand Prix 2017 | $ 5.000   | Hana Ramadan     |
| 31.08.–03.09. | Shanghai | J.P. Morgan China Squash Open 2017                     | $ 100.000 | Nour El Sherbini |

### September
| Datum         | Ort           | Turnier                                     | Preisgeld | Siegerin                |
| ------------- | ------------- | ------------------------------------------- | --------- | ----------------------- |
| 06.09.–08.09. | Kuala Lumpur  | Malaysian Squash Tour X 2017                | $ 5.000   | Andrea Lee              |
| 06.09.–09.09. | Hongkong      | HKFC International 2017                     | $ 25.000  | Nour El Tayeb           |
| 06.09.–10.09. | Nantes        | Open International de Squash de Nantes 2017 | $ 15.000  | Fiona Moverley          |
| 08.09.–10.09. | Coffs Harbour | North Coast Open 2017                       | $ 5.000   | Tamika Saxby            |
| 13.09.–16.09. | Peking        | Beijing Squash Challenge 2017               | $ 5.000   | Sivasangari Subramaniam |
| 15.09.–17.09. | Sydney        | NSW Squash Open Championships 2017          | $ 5.000   | Tamika Saxby            |
| 20.09.–22.09. | Kuala Lumpur  | Malaysian Squash Tour XI 2017               | $ 5.000   | Sivasangari Subramaniam |
| 20.09.–23.09. | London        | Nash Cup 2017                               | $ 15.000  | Millie Tomlinson        |
| 21.09.–24.09. | Macau         | Macau Open 2017                             | $ 50.000  | Nouran Gohar            |
| 26.09.–30.09. | San Francisco | Oracle Netsuite Open 2017                   | $ 50.000  | Sarah-Jane Perry        |
| 27.09.–30.09. | Barcelona     | Barcelona Squash Open 2017                  | $ 5.000   | Lucy Turmel             |

### Oktober
| Datum         | Ort           | Turnier                                         | Preisgeld | Siegerin                |
| ------------- | ------------- | ----------------------------------------------- | --------- | ----------------------- |
| 07.10.–14.10. | Philadelphia  | U.S. Open Squash Championships 2017             | $ 165.000 | Nour El Tayeb           |
| 18.10.–21.10. | Kuala Lumpur  | Ohana Malaysian Open 2017                       | $ 10.000  | Sivasangari Subramaniam |
| 19.10.–23.10. | New York City | Carol Weymuller Open 2017                       | $ 50.000  | Nour El Sherbini        |
| 19.10.–22.10. | Gold Coast    | Q Squash Ltd Queensland Open 2017               | $ 10.000  | Jenny Duncalf           |
| 19.10.–22.10. | Frick         | PWC Ladies Open 2017                            | $ 5.000   | Lisa Aitken             |
| 24.10.–27.10. | Toronto       | Slaight Music Granite Open 2017                 | $ 15.000  | Hania El Hammamy        |
| 26.10.–28.10. | Créteil       | Val de Marne 2017                               | $ 5.000   | Tinne Gilis             |
| 27.10.–29.10. | Cairns        | Pacific Toyota Cairns Squash International 2017 | $ 5.000   | Tamika Saxby            |

### November
| Datum         | Ort      | Turnier                                                            | Preisgeld | Siegerin              |
| ------------- | -------- | ------------------------------------------------------------------ | --------- | --------------------- |
| 14.11.–18.11. | Darwin   | Australian Open 2017                                               | $ 10.000  | Rachael Grinham       |
| 14.11.–19.11. | Hongkong | Cathay Pacific Airway & Sun Hung Kai Financial Hong Kong Open 2017 | $ 140.000 | Nour El Sherbini      |
| 15.11.–18.11. | Sarnia   | Simon Warder Memorial Prostate Cancer Open 2017                    | $ 5.000   | Nikki Todd            |
| 30.11.–03.12. | London   | London Open 2017                                                   | $ 15.000  | Amanda Landers-Murphy |

### Dezember
| Datum         | Ort         | Turnier                                                             | Preisgeld | Siegerin          |
| ------------- | ----------- | ------------------------------------------------------------------- | --------- | ----------------- |
| 05.12.–08.12. | Monte Carlo | 22° Monte Carlo Squash Classic 2017                                 | $ 25.000  | Donna Urquhart    |
| 11.12.–17.12. | Manchester  | Squash-Weltmeisterschaft der Frauen 2017                            | $ 279.000 | Raneem El Weleily |
| 14.12.–17.12. | Riccione    | Internazionali D’Italia 2017                                        | $ 5.000   | Tinne Gilis       |
| 19.12.–22.12. | Islamabad   | Chief of the Air Staff International Women Squash Championship 2017 | $ 25.000  | Annie Au          |

### Januar
| Datum         | Ort           | Turnier                                   | Preisgeld | Siegerin         |
| ------------- | ------------- | ----------------------------------------- | --------- | ---------------- |
| 07.01.–12.01. | Riad          | Saudi PSA Women’s Squash Masters 2018     | $ 165.000 | Nour El Sherbini |
| 16.01.–19.01. | Kuala Lumpur  | Malaysian Squash Tour I 2018              | $ 5.000   | Énora Villard    |
| 18.01.–25.01. | New York City | J. P. Morgan Tournament of Champions 2018 | $ 165.000 | Nour El Sherbini |
| 24.01.–27.01. | Kuala Lumpur  | Malaysian Squash Tour II 2018             | $ 5.000   | Aifa Azman       |
| 25.01.–28.01. | Edinburgh     | Edinburgh Sports Club Open 2018           | $ 10.000  | Nadine Shahin    |
| 31.01.–02.02. | Kuala Lumpur  | Malaysian Squash Tour III 2018            | $ 5.000   | Tong Tsz-Wing    |

### Februar
| Datum         | Ort            | Turnier                                    | Preisgeld | Siegerin         |
| ------------- | -------------- | ------------------------------------------ | --------- | ---------------- |
| 01.02.–04.02. | Winnipeg       | Winnipeg Winter Club Women’s Open 2018     | $ 10.000  | Nadine Shahin    |
| 02.02.–05.02. | Philadelphia   | E.M. Noll Classic 2018                     | $ 5.000   | Nicole Bunyan    |
| 02.02.–05.02. | Cleveland      | Cleveland Classic 2018                     | $ 50.000  | Joelle King      |
| 07.02.–10.02. | Kuala Lumpur   | Malaysian Squash Tour IV 2018              | $ 5.000   | Aifa Azman       |
| 07.02.–10.02. | Cincinnati     | Bahl and Gaynor Cincinnati Gaynor Cup 2018 | $ 25.000  | Donna Urquhart   |
| 22.02.–28.02. | Chicago        | Windy City Open 2018                       | $ 250.000 | Nour El Tayeb    |
| 27.02.–02.03. | Hamilton       | Bermuda Open 2018                          | $ 5.000   | Alexandra Fuller |
| 28.02.–02.03. | Kuala Lumpur   | Malaysian Squash Tour V 2018               | $ 5.000   | Aifa Azman       |
| 28.02.–03.03. | Salt Lake City | Squashworks Salt Lake City Open 2018       | $ 15.000  | Yathreb Adel     |

### März
| Datum         | Ort          | Turnier                                                      | Preisgeld | Siegerin          |
| ------------- | ------------ | ------------------------------------------------------------ | --------- | ----------------- |
| 02.03.–04.03. | Brisbane     | Brisbane City Squash Sandgate Squash MS Open 2018            | $ 5.000   | Christine Nunn    |
| 06.03.–09.03. | Kuala Lumpur | Malaysian Squash Tour VI 2018                                | $ 10.000  | Christine Nunn    |
| 08.03.–11.03. | Calgary      | Calgary CFO Consulting Services PSA Women’s Squash Week 2018 | $ 15.000  | Mayar Hany        |
| 08.03.–11.03. | Hongkong     | Contrex Challenge Cup 2018                                   | $ 5.000   | Vanessa Chu       |
| 08.03.–11.03. | Aberdeen     | Trace Oil & Gas North of Scotland Open 2018                  | $ 5.000   | Lucy Turmel       |
| 14.03.–16.03. | Kuala Lumpur | Malaysian Squash Tour VII 2018                               | $ 5.000   | Aifa Azman        |
| 15.03.–18.03. | Regina       | Queen City Open 2018                                         | $ 15.000  | Mayar Hany        |
| 21.03.–24.03. | Lagos        | Lagos International Squash Classic 2018                      | $ 5.000   | Salma Youssef     |
| 22.03.–25.03. | Manchester   | Denton Associates Northern Open 2018                         | $ 5.000   | Julianne Courtice |
| 22.03.–25.03. | Houston      | Novum Energy Texas Open Women’s Squash Championship 2018     | $ 25.000  | Amanda Sobhy      |
| 29.03.–01.04. | Macau        | Macau Open 2018                                              | $ 50.000  | Salma Hany        |

### April
| Datum         | Ort          | Turnier                                                    | Preisgeld | Siegerin          |
| ------------- | ------------ | ---------------------------------------------------------- | --------- | ----------------- |
| 11.04.–14.04. | Richmond     | Richmond Open 2018                                         | $ 5.000   | Reeham Sedky      |
| 17.04.–20.04. | Johannesburg | Assore Balwin Gauteng Open 2018                            | $ 5.000   | Alexandra Fuller  |
| 20.04.–27.04. | el-Guna      | El Gouna International 2018                                | $ 165.000 | Raneem El Weleily |
| 24.04.–27.04. | Kapstadt     | Keith Grainger Memorial UCT Open Squash Championships 2018 | $ 5.000   | Alexandra Fuller  |
| 25.04.–28.04. | Kriens       | Pilatus Indoors – Sekisui Open 2018                        | $ 10.000  | Millie Tomlinson  |
| 25.04.–28.04. | Dublin       | Irish Squash Open 2018                                     | $ 15.000  | Rowan Elaraby     |

### Mai
| Datum         | Ort              | Turnier                                           | Preisgeld | Siegerin         |
| ------------- | ---------------- | ------------------------------------------------- | --------- | ---------------- |
| 03.05.–06.05. | Sandy Springs    | CAC Squash Open 2018                              | $ 15.000  | Emily Whitlock   |
| 08.05.–12.05. | Lagos            | Chamberlain Squash Open 2018                      | $ 10.000  | Millie Tomlinson |
| 09.05.–12.05. | Darwin           | NT Open 2018                                      | $ 10.000  | Christine Nunn   |
| 10.05.–13.05. | Islamabad        | PSF Pakistan Squash Circuit I 2018                | $ 10.000  | Faiza Zafar      |
| 15.05.–20.05. | Hull             | Allam British Open 2018                           | $ 150.000 | Nour El Sherbini |
| 17.05.–20.05. | Ipswich          | Christchurch Veterinary Surgery Ipswich Open 2018 | $ 5.000   | Alexandra Fuller |
| 24.05.–27.05. | Auckland         | Court Tech Women’s PSA Classic 2018               | $ 5.000   | Christine Nunn   |
| 25.05.–27.05. | Clermont-Ferrand | Open International des Volcans 2018               | $ 5.000   | Alexandra Fuller |

### Juni
| Datum         | Ort              | Turnier                                             | Preisgeld | Siegerin         |
| ------------- | ---------------- | --------------------------------------------------- | --------- | ---------------- |
| 02.06.–04.06. | Kalgoorlie       | City of Kalgoorlie Boulder Golden Open 2018         | $ 5.000   | Jessica Turnbull |
| 05.06.–09.06. | Dubai            | PSA World Series Finals der Damen 2017/18           | $ 160.000 | Nour El Sherbini |
| 07.06.–10.06. | Palmerston North | Squashgym International Squash Classic 2018         | $ 5.000   | Jemyca Aribado   |
| 21.06.–24.06. | Bangor           | Karakal Bangor Classic 2018                         | $ 5.000   | Lisa Aitken      |
| 27.06.–30.06. | Lahore           | SNGPL Pakistan International Squash Circuit II 2018 | $ 5.000   | Madina Zafar     |

### Juli
| Datum         | Ort           | Turnier                                        | Preisgeld | Siegerin         |
| ------------- | ------------- | ---------------------------------------------- | --------- | ---------------- |
| 03.07.–06.07. | Le Port-Marly | Tournament of Pyramides 2018                   | $ 15.000  | Millie Tomlinson |
| 06.07.–08.07. | Adelaide      | South Australian Open 2018                     | $ 5.000   | Vanessa Chu      |
| 08.07.–11.07. | Lahore        | Pakistan Squash Championships Circuit III 2018 | $ 5.000   | Faiza Zafar      |
| 12.07.–15.07. | Bendigo       | City of Greater Bendigo International 2018     | $ 5.000   | Christine Nunn   |
| 19.07.–22.07. | Kuala Lumpur  | Malaysian Open 2018                            | $ 15.000  | Low Wee Wern     |
| 27.07.–29.07. | Devonport     | City of Devonport Tasmanian Open 2018          | $ 10.000  | Low Wee Wern     |

## Turniersiegerinnen
| Platz | Spielerin               | Siege | WM 1 | WS 2 | In 100 3 | In 70 | In 50 | In 35 | In 25 | Ch 15 5 | Ch 10 | Ch 5 |
| ----- | ----------------------- | ----- | ---- | ---- | -------- | ----- | ----- | ----- | ----- | ------- | ----- | ---- |
| 1.    | Nour El Sherbini        | 7     |      | 5    | 1        |       | 1     |       |       |         |       |      |
| 2.    | Alexandra Fuller        | 5     |      |      |          |       |       |       |       |         |       | 5    |
| 2.    | Christine Nunn          | 5     |      |      |          |       |       |       |       |         | 2     | 3    |
| 4.    | Aifa Azman              | 4     |      |      |          |       |       |       |       |         |       | 4    |
| 4.    | Millie Tomlinson        | 4     |      |      |          |       |       |       |       | 2       | 2     |      |
| 6.    | Nour El Tayeb           | 3     |      | 2    |          |       |       |       | 1     |         |       |      |
| 6.    | Tamika Saxby            | 3     |      |      |          |       |       |       |       |         |       | 3    |
| 6.    | Sivasangari Subramaniam | 3     |      |      |          |       |       |       |       |         | 1     | 2    |
| 9.    | Lisa Aitken             | 2     |      |      |          |       |       |       |       |         |       | 2    |
| 9.    | Vanessa Chu             | 2     |      |      |          |       |       |       |       |         |       | 2    |
| 9.    | Raneem El Weleily       | 2     | 1    | 1    |          |       |       |       |       |         |       |      |
| 9.    | Tinne Gilis             | 2     |      |      |          |       |       |       |       |         |       | 2    |
| 9.    | Mayar Hany              | 2     |      |      |          |       |       |       |       | 2       |       |      |
| 9.    | Nadine Shahin           | 2     |      |      |          |       |       |       |       |         | 2     |      |
| 9.    | Lucy Turmel             | 2     |      |      |          |       |       |       |       |         |       | 2    |
| 9.    | Donna Urquhart          | 2     |      |      |          |       |       |       | 2     |         |       |      |
| 9.    | Low Wee Wern            | 2     |      |      |          |       |       |       |       | 1       | 1     |      |
| 9.    | Faiza Zafar             | 2     |      |      |          |       |       |       |       |         | 1     | 1    |
| 19.   | Yathreb Adel            | 1     |      |      |          |       |       |       |       | 1       |       |      |
| 19.   | Jemyca Aribado          | 1     |      |      |          |       |       |       |       |         |       | 1    |
| 19.   | Annie Au                | 1     |      |      |          |       |       |       | 1     |         |       |      |
| 19.   | Nicole Bunyan           | 1     |      |      |          |       |       |       |       |         |       | 1    |
| 19.   | Julianne Courtice       | 1     |      |      |          |       |       |       |       |         |       | 1    |
| 19.   | Jenny Duncalf           | 1     |      |      |          |       |       |       |       |         | 1     |      |
| 19.   | Rowan Elaraby           | 1     |      |      |          |       |       |       |       | 1       |       |      |
| 19.   | Hania El Hammamy        | 1     |      |      |          |       |       |       |       | 1       |       |      |
| 19.   | Nouran Gohar            | 1     |      |      |          |       | 1     |       |       |         |       |      |
| 19.   | Rachael Grinham         | 1     |      |      |          |       |       |       |       |         | 1     |      |
| 19.   | Salma Hany              | 1     |      |      |          |       | 1     |       |       |         |       |      |
| 19.   | Ho Tze-Lok              | 1     |      |      |          |       |       |       |       |         |       | 1    |
| 19.   | Joelle King             | 1     |      |      |          |       | 1     |       |       |         |       |      |
| 19.   | Amanda Landers-Murphy   | 1     |      |      |          |       |       |       |       | 1       |       |      |
| 19.   | Andrea Lee              | 1     |      |      |          |       |       |       |       |         |       | 1    |
| 19.   | Fiona Moverley          | 1     |      |      |          |       |       |       |       | 1       |       |      |
| 19.   | Sarah-Jane Perry        | 1     |      |      |          |       | 1     |       |       |         |       |      |
| 19.   | Hana Ramadan            | 1     |      |      |          |       |       |       |       |         |       | 1    |
| 19.   | Reeham Sedky            | 1     |      |      |          |       |       |       |       |         |       | 1    |
| 19.   | Amanda Sobhy            | 1     |      |      |          |       |       |       | 1     |         |       |      |
| 19.   | Nikki Todd              | 1     |      |      |          |       |       |       |       |         |       | 1    |
| 19.   | Tong Tsz-Wing           | 1     |      |      |          |       |       |       |       |         |       | 1    |
| 19.   | Jessica Turnbull        | 1     |      |      |          |       |       |       |       |         |       | 1    |
| 19.   | Énora Villard           | 1     |      |      |          |       |       |       |       |         |       | 1    |
| 19.   | Emily Whitlock          | 1     |      |      |          |       |       |       |       | 1       |       |      |
| 19.   | Salma Youssef           | 1     |      |      |          |       |       |       |       |         |       | 1    |
| 19.   | Madina Zafar            | 1     |      |      |          |       |       |       |       |         |       | 1    |

 1 PSA Weltmeisterschaft

 2 PSA World Series

 3 PSA International

 4 PSA Challenger